# جیمز ماتسون
جیمز ماتسون، (به انگلیسی: James Matheson) (زاده ۱۷ اکتبر ۱۷۹۶ - درگذشته ۳۱ دسامبر ۱۸۷۸) کارآفرین و بازرگان بریتانیایی بود، که در سال ۱۸۳۲ با مشارکت ویلیام جاردین، شرکت جاردین ماتسون را تأسیس نمود.